# Trn (Kuršumlija)
Pour les articles homonymes, voir Trn.
Trn (en serbe cyrillique : Трн) est un village de Serbie situé dans la municipalité de Kuršumlija, district de Toplica. Au recensement de 2011, il comptait 4 habitants.

## Démographie
| 1948 | 1953 | 1961 | 1971 | 1981 | 1991 | 2002 | 2011 |
| ---- | ---- | ---- | ---- | ---- | ---- | ---- | ---- |
| 189  | 197  | 112  | 61   | 44   | 26   | 30   | 4    |

|  |